# 諏訪ステーションパーク
諏訪ステーションパーク（すわステーションパーク）は、長野県諏訪市と茅野市にまたがって位置する複合商業施設である。
運営会社は株式会社OPAで、諏訪インターチェンジの間近にある。

## 概要
- 「『衣・食・住・遊』あらゆるシーンを彩る、施設を集積した長野県最大規模の複合商業施設」を謳っている。施設に出店しているテナントは、それぞれ独立した建物で営業している[1]。また、駐車場スペースがイベント会場として利用出来る[2]。

## テナント
この節の出典:
ファッション＆ブランド
- キングダムキッズ（キッズ）
- シュープラザ（シューズ）

アウトドア＆スポーツ
- アルペン（スポーツ用品）
- ゴルフ5（ゴルフ用品）
- モンベル（アウトドア）
- 好日山荘（アウトドア）

ライフ
- イオン（食料品）
- ダイソー（100円ショップ）
- マツモトキヨシ（ドラッグストア）
- エディオン（家電）
- オートアスリート（中古車販売）
- acero（ヘアサロン）
- 長野銀行（ATM）
- チャンスセンター（宝くじ売場）
- 英会話イーオン（英会話）
- ほけんの窓口（保険相談）

ホビー
- パロ（ゲームセンター）
- FIT-EASY（24時間営業ジム）
- カラオケ まねきねこ（カラオケ）

レストラン
- カルビ屋三夢（焼肉）
- CoCo壱番屋（カレー）
- バンビクレープ（クレープ・ジェラート）
- ミサワヌードル（ラーメン）

### 閉店したテナント
- SAVOEY（レディース）
- LOVE JUNKIE（レディース）
- シルク（100円ショップ）
- クラフト工房Cherry　Blossoms（雑貨）
- アウトドアガレージ（アウトドアグッズのアウトレット）
- RIMYU（ネイルサロン）
- GINZA LoveLove（ブランド）
- TOY'S KODOMOYA（おもちゃ）※閉店　跡地はFIT-EASY（24時間営業ジム）
- ピーエムオフィスエーPLUM諏訪店（ご当地萌えキャラの諏訪姫）※移転閉店
- からあげセンター（飲食）
- いちばん食堂（飲食）
- らーめん海（飲食）※閉店　跡地はミサワヌードル（飲食）
- 諏訪住宅公園 - サンフジ企画サンフジ企画が運営する住宅展示場「ハウジングメッセ」の一員。2023年4月29日に諏訪ステーションパークから諏訪市四賀赤沼に移転する[4]。
- ハニーズ（レディース）
- 喫茶OB（喫茶軽食）
- ライトオン諏訪ステーションパーク店（ファッション）